# Yeelen
Yeelen es una película de Malí de 1987 dirigida por Souleymane Cissé. Fue protagonizada por Issiaka Kane en el papel de Nianankoro, un joven africano dotado de poderes mágicos. Niamanto Sanogo personificó al padre de Niankoro, quien sigue a su hijo a través de las tierras de África Occidental usando un poste de madera mágico como guía.
Yeelen fue alabada por la crítica y recibió el Premio del Jurado en el Festival de Cine de Cannes de 1987. También recibió una nominación a la Palma de oro ese mismo año.

## Sinopsis
El padre de Nianankoro, Soma, es parte de la orden de Komo, que practica la magia, pero usa sus poderes en beneficio propio. En una visión se entera de que su hijo le causará la muerte, y decide entonces que debe matarlo antes de que cumpla su cometido. Ayudado por su madre, Nianankoro roba varios de los fetiches sagrados de su padre y abandona su aldea para buscar a su tío en busca de ayuda. Soma lo persigue a lo largo de las tierras de África Occidental.

## Reparto
|                    | Datos         |
| ------------------ | ------------- |
| Issiaka Kane       | Nianankoro    |
| Aoua Sangare       | Attou         |
| Niamanto Sanogo    | Soma / Djigui |
| Balla Moussa Keita | Jefe Fula     |
| Soumba Traore      | Mah           |
| Ismaila Sarr       | Bofing        |
| Koke Sangare       | Jefe Komo     |